# Maurice Greene (lutador)
Maurice Greene (Norfolk, 5 de julho de 1986) é um lutador americano de artes marciais mistas (MMA) que atualmente compete na categoria peso-pesado do UFC. 

## Background
Greene começou a treinar MMA aos 20 anos com o objetivo de perder peso, já que pesava cerca de 165 kilos. Ele se mudou de Chicago para St. Cloud e começou a treinar Jiu Jitsu.

## Carreira no MMA

### The Ultimate Fighter
Em agosto de 2017, foi anunciado que Greene era um dos participantes do TUF 28. Greene foi a terceira escolha do treinador Kelvin Gastelum. Nas quartas de final, ele enfrentou Przemyslaw Mysiala e venceu a luta por nocaute no primeiro round. Nas Semifinais, Greene enfrentou Juan Espino Dieppa e perdeu a luta por finalização no primeiro round.

### Ultimate Fighting Championship
Greene fez sua estreia no UFC em 30 de novembro de 2018 contra Michel Batista no The Ultimate Fighter: Heavy Hitters Finale. Ele venceu por finalização no primeiro round.
Sua próxima luta veio em 9 de março de 2019 contra Jeff Hughes no UFC Fight Night: Lewis vs. dos Santos. Ele venceu por decisão dividida.
Greene enfrentou Júnior Albini em 29 de junho de 2019 no UFC on ESPN: Ngannou vs. dos Santos. Ele venceu por nocaute no primeiro round.
Greene enfrentou Sergei Pavlovich em 26 de outubro de 2019 no UFC Fight Night: Maia vs. Askren.  Ele perdeu por nocaute no primeiro round.
Greene enfrentou Oleksiy Oliynyk em 18 de janeiro de 2020 no UFC 246: McGregor vs. Cowboy. Ele perdeu por finalização no primeiro round.

## Cartel no MMA
| Cartel no MMA   |            |            |
| 15 lutas        | 9 vitórias | 6 derrotas |
| Por nocaute     | 2          | 2          |
| Por finalização | 5          | 1          |
| Por decisão     | 2          | 3          |

| Res.    | Cartel | Oponente               | Método                         | Evento                                     | Data       | Round | Tempo | Local                      | Notas                                |
| ------- | ------ | ---------------------- | ------------------------------ | ------------------------------------------ | ---------- | ----- | ----- | -------------------------- | ------------------------------------ |
| Derrota | 9-6    | Marcos Rogério de Lima | Decisão (unânime)              | UFC on ESPN: Rodriguez vs. Waterson        | 08/05/2021 | 3     | 5:00  | Las Vegas, Nevada          |                                      |
| Derrota | 9-5    | Greg Hardy             | Nocaute Técnico (socos)        | UFC Fight Night: Hall vs. Silva            | 31/10/2020 | 2     | 1:12  | Las Vegas, Nevada          |                                      |
| Vitória | 9-4    | Gian Villante          | Finalização (triângulo de mão) | UFC Fight Night: Poirier vs. Hooker        | 27/06/2020 | 3     | 3:34  | Las Vegas, Nevada          |                                      |
| Derrota | 8-4    | Oleksiy Oliynyk        | Finalização (chave de braço)   | UFC 246: McGregor vs. Cowboy               | 18/01/2020 | 2     | 4:38  | Las Vegas, Nevada          |                                      |
| Derrota | 8-3    | Sergei Pavlovich       | Nocaute Técnico (socos)        | UFC Fight Night: Maia vs. Askren           | 26/10/2019 | 1     | 2:12  | Kallang                    |                                      |
| Vitória | 8-2    | Júnior Albini          | Nocaute Técnico (socos)        | UFC on ESPN: Ngannou vs. dos Santos        | 29/06/2019 | 1     | 3:38  | Minneapolis, Minnesota     |                                      |
| Vitória | 7-2    | Jeff Hughes            | Decisão (dividida)             | UFC Fight Night: Lewis vs. dos Santos      | 09/03/2019 | 3     | 5:00  | Wichita, Kansas            |                                      |
| Vitória | 6-2    | Michel Batista         | Finalização (triângulo)        | The Ultimate Fighter: Heavy Hitters Finale | 30/11/2018 | 1     | 2:14  | Las Vegas, Nevada          | Estreia no UFC.                      |
| Derrota | 5-2    | Jeff Hughes            | Decision (unânime)             | LFA 38: Hughes vs. Greene                  | 02/04/2018 | 5     | 5:00  | Minneapolis, Minnesota     | Pelo cinturão peso pesado do LFA.    |
| Vitória | 5-1    | Parnell Davis          | Finalização (triângulo de mão) | Driller Promotions: No Mercy 6             | 30/09/2017 | 1     | 1:20  | Mahnomen, Minnesota        | Ganhou o cinturão peso pesado do DP. |
| Vitória | 4-1    | Jermaine McDermott     | Finalização (triângulo)        | LFA 19: Michaud vs. Rodríguez              | 18/08/2017 | 1     | 3:06  | Sioux Falls, Dakota do Sul |                                      |
| Vitória | 3-1    | Zach Thumb             | Nocaute (chute na cabeça)      | Legacy FC 60                               | 07/10/2016 | 1     | 0:25  | Hinckley, Minnesota        |                                      |
| Vitória | 2-1    | Kevin Asplund          | Finalização (triângulo)        | KOTC: Industrial Strength                  | 22/11/2014 | 1     | 1:57  | Carlton, Minnesota         |                                      |
| Derrota | 1-1    | Dan Charles            | Decisão (unânime)              | Flawless FC 3                              | 18/05/2013 | 3     | 5:00  | Inglewood, California      |                                      |
| Vitória | 1-0    | Ed Carpenter           | Decisão (dividida)             | Flawless FC 1                              | 04/04/2012 | 3     | 5:00  | Chicago, Illinois          |                                      |